# Parallel
Pour les articles homonymes, voir Parallel (homonymie).
Parallel (ぱられる, paralelu) est un manga japonais de Toshihiko Kobayashi en quatre tomes.
Parallel est de type shōnen et narre une romance juvénile: l'histoire d'un garçon et d'une fille qui, après avoir passé des années à se quereller, se découvrent amoureux l'un de l'autre à l'adolescence. Ce manga est légèrement ecchi (comme beaucoup de manga du même genre).

## Données techniques
- Auteur : Toshihiko Kobayashi
- Mangaka : Toshihiko Kobayashi
- Nombre de volumes disponibles au Japon : 4
- Nombre de volumes disponibles en France : 4
- Prépublié dans : Shōnen Magazine SPECIAL
- Publié par : Kōdansha
- Publié en France par : Génération Comics (Panini Comics).
- Première publication : Février 2001
- Début de prépublication : 2000 (Shōnen Magazine SPECIAL N°8)
- Statut : Parution terminée/prépublication terminée début 2002 (N°1)

## Résumé de l'histoire
Nekota et Hoshino se battent depuis des années. Il est le chef des garçons, faisant mille bêtises, trouvant mille stratagèmes pour regarder sous les jupes des filles. Elle est le chef des filles, passant son temps à contrer les tentatives de Nekota et à restaurer le calme.
Mais un jour, Nekota se découvre amoureux de son adversaire. Et après avoir trouvé le courage de lui dire, il apprend que la femme que va épouser son père n'est autre que la mère d'Hoshino !
Leurs parents partent en voyage, les laissant seuls dans la maison...
Ce scénario fait penser par certains côtés à un autre manga de l'auteur, Pastel.

## Liste des personnages
- Shinnosuke Nekota : Nekota est un jeune garçon. Il peut être considéré comme le leader du clan des garçons de son école. Il est très turbulent et est amoureux d'Hoshino.
- Sakura Hoshino : Hoshino est une jeune fille, réciproque de Nekota pour le clan des filles. Mais comme tel, elle est au contraire la voix de l'ordre et passe donc son temps à se battre contre les débordements de Nekota.
- Rina Aihara : Aihara est une jeune fille qui est visiblement amoureuse de Nekota et est relativement entreprenante.
- Kitamura, meilleur ami de Nekota : il s'agit d'un jeune garçon, idole des filles, qui est également amoureux d'Hoshino.